# Handebol nos Jogos Olímpicos de Verão de 2020 - Qualificação feminina
Este artigo detalha a fase de qualificação feminina do handebol nos Jogos Olímpicos de Verão de 2020. (As Olimpíadas foram adiadas para 2021 devido à pandemia de COVID-19).. Doze equipes receberam vagas para o torneio: o país-sede, a campeã mundial, as quatro campeãs continentais e as seis equipes dos torneios de qualificação olímpica mundiais, respectivamente.

## Linha do tempo
| Qualificação                                                            | Data                                    | Local        | Vagas | Qualificados         |
| ----------------------------------------------------------------------- | --------------------------------------- | ------------ | ----- | -------------------- |
| País-sede                                                               | 7 de setembro de 2013                   | Buenos Aires | 1     | Japão                |
| Campeonato Europeu 2018                                                 | 29 de novembro a 6 de dezembro de 2018  | França       | 1     | França               |
| Jogos Pan-Americanos de 2019                                            | 24 a 30 de julho de 2019                | Lima         | 1     | Brasil               |
| Torneio Asiático de Qualificação Olímpica de Handebol Feminino          | 23 a 29 de setembro de 2019             | Chuzhou      | 1     | Coreia do Sul        |
| Torneio Africano de Qualificação Olímpica de Handebol Feminino          | 26 a 29 de setembro de 2019             | Dacar        | 1     | Angola               |
| Campeonato Mundial 2019                                                 | 29 de novembro a 15 de dezembro de 2019 | Japão        | 1     | Países Baixos        |
| Torneios Mundiais de Qualificação Olímpica de Handebol Feminino de 2021 | 19 a 21 de março de 2021                | Llíria       | 2     | Espanha · Suécia     |
| Torneios Mundiais de Qualificação Olímpica de Handebol Feminino de 2021 | 19 a 21 de março de 2021                | Győr         | 2     | Hungria · Rússia     |
| Torneios Mundiais de Qualificação Olímpica de Handebol Feminino de 2021 | 19 a 21 de março de 2021                | Podgorica    | 2     | Montenegro · Noruega |
| Total                                                                   |                                         |              | 12    |                      |

## Legenda para o tipo de qualificação
| Qualificado | Qualificado                        | Qualificado                      |
| Chave       | De                                 | Para                             |
| ----------- | ---------------------------------- | -------------------------------- |
|             | Campeonato Mundial                 | Torneio Olímpico                 |
|             | Evento de Qualificação Continental | Torneio Olímpico                 |
|             | Campeonato Mundial                 | Torneio de Qualificação Olímpica |
|             | Evento de Qualificação Continental | Torneio de Qualificação Olímpica |

## País-sede
- Japão

## Campeonato Mundial
| Posição | Equipe                         |
| ------- | ------------------------------ |
| 1       | Países Baixos                  |
| 2       | Espanha                        |
| 3       | Rússia                         |
| 4       | Noruega                        |
| 5       | Montenegro                     |
| 6       | Sérvia                         |
| 7       | Suécia                         |
| 8       | Alemanha                       |
| 9       | Dinamarca                      |
| 10      | Japão                          |
| 11      | Coreia do Sul                  |
| 12      | Romênia                        |
| 13      | França                         |
| 14      | Hungria                        |
| 15      | Angola                         |
| 16      | Argentina                      |
| 17      | Brasil                         |
| 18      | Senegal                        |
| 19      | Eslovênia                      |
| 20      | República Democrática do Congo |
| 21      | Cuba                           |
| 22      | Cazaquistão                    |
| 23      | China                          |
| 24      | Austrália                      |

## Qualificação Continental

### Europa
| Posição | Equipe        |
| ------- | ------------- |
| 1       | França        |
| 2       | Rússia        |
| 3       | Países Baixos |
| 4       | Romênia       |
| 5       | Noruega       |
| 6       | Suécia        |
| 7       | Hungria       |
| 8       | Dinamarca     |
| 9       | Montenegro    |
| 10      | Alemanha      |
| 11      | Sérvia        |
| 12      | Espanha       |
| 13      | Eslovênia     |
| 14      | Polônia       |
| 15      | Chéquia       |
| 16      | Croácia       |

### América
| Posição | Equipe               |
| ------- | -------------------- |
| 1       | Brasil               |
| 2       | Argentina            |
| 3       | Cuba                 |
| 4       | Estados Unidos       |
| 5       | República Dominicana |
| 6       | Porto Rico           |
| 7       | Canadá               |
| 8       | Peru                 |

### Ásia
O torneio foi realizado em Chuzhou, China, de 23 a 29 de setembro de 2019.
| Pos. | Equipe          | Pts | J | V | E | D | GP  | GC  | SG  |
| ---- | --------------- | --- | - | - | - | - | --- | --- | --- |
| 1    | Coreia do Sul   | 10  | 5 | 5 | 0 | 0 | 181 | 93  | +88 |
| 2    | China           | 6   | 5 | 3 | 0 | 2 | 138 | 103 | +35 |
| 3    | Coreia do Norte | 6   | 5 | 3 | 0 | 2 | 142 | 115 | +27 |
| 4    | Cazaquistão     | 6   | 5 | 3 | 0 | 2 | 133 | 110 | +23 |
| 5    | Hong Kong       | 2   | 5 | 1 | 0 | 4 | 86  | 165 | -79 |
| 6    | Tailândia       | 0   | 5 | 0 | 0 | 5 | 86  | 180 | -94 |

Regras = 1) Pontos; 2) Confronto direto; 3) Saldo de gols no confronto direto; 4) Gols marcados no confronto direto; 5) Saldo de gols.
| 23 de setembro de 2019 14:00 | Cazaquistão | 30–16 | Hong Kong | Chuzhou Handball Stadium, Chuzhou Árbitros: Lee, Lee |
| 23 de setembro de 2019 14:00 | (16–7)      |       |           | Chuzhou Handball Stadium, Chuzhou Árbitros: Lee, Lee |
| 23 de setembro de 2019 14:00 |             |       |           | Chuzhou Handball Stadium, Chuzhou Árbitros: Lee, Lee |

| 23 de setembro de 2019 16:00 | Coreia do Sul | 39–21 | Coreia do Norte | Chuzhou Handball Stadium, Chuzhou Árbitros: Cheng, Zhou |
| 23 de setembro de 2019 16:00 | (20–10)       |       |                 | Chuzhou Handball Stadium, Chuzhou Árbitros: Cheng, Zhou |
| 23 de setembro de 2019 16:00 |               |       |                 | Chuzhou Handball Stadium, Chuzhou Árbitros: Cheng, Zhou |

| 23 de setembro de 2019 18:00 | China  | 36–17 | Tailândia | Chuzhou Handball Stadium, Chuzhou Árbitros: Ota, Shimajiri |
| 23 de setembro de 2019 18:00 | (17–9) |       |           | Chuzhou Handball Stadium, Chuzhou Árbitros: Ota, Shimajiri |
| 23 de setembro de 2019 18:00 |        |       |           | Chuzhou Handball Stadium, Chuzhou Árbitros: Ota, Shimajiri |

| 24 de setembro de 2019 14:00 | Coreia do Sul | 29–25 | Cazaquistão | Chuzhou Handball Stadium, Chuzhou Árbitros: Alpaidze, Berezkina |
| 24 de setembro de 2019 14:00 | (15–13)       |       |             | Chuzhou Handball Stadium, Chuzhou Árbitros: Alpaidze, Berezkina |
| 24 de setembro de 2019 14:00 |               |       |             | Chuzhou Handball Stadium, Chuzhou Árbitros: Alpaidze, Berezkina |

| 24 de setembro de 2019 16:00 | Hong Kong | 33–22 | Tailândia | Chuzhou Handball Stadium, Chuzhou Árbitros: Ota, Shimajiri |
| 24 de setembro de 2019 16:00 | (19–10)   |       |           | Chuzhou Handball Stadium, Chuzhou Árbitros: Ota, Shimajiri |
| 24 de setembro de 2019 16:00 |           |       |           | Chuzhou Handball Stadium, Chuzhou Árbitros: Ota, Shimajiri |

| 24 de setembro de 2019 18:00 | Coreia do Norte | 25–22 | China | Chuzhou Handball Stadium, Chuzhou Árbitros: Al-Watani, Qamber |
| 24 de setembro de 2019 18:00 | (11–11)         |       |       | Chuzhou Handball Stadium, Chuzhou Árbitros: Al-Watani, Qamber |
| 24 de setembro de 2019 18:00 |                 |       |       | Chuzhou Handball Stadium, Chuzhou Árbitros: Al-Watani, Qamber |

| 26 de setembro de 2019 14:00 | Tailândia | 14–40 | Coreia do Sul | Chuzhou Handball Stadium, Chuzhou Árbitros: Al-Watani, Qamber |
| 26 de setembro de 2019 14:00 | (6–21)    |       |               | Chuzhou Handball Stadium, Chuzhou Árbitros: Al-Watani, Qamber |
| 26 de setembro de 2019 14:00 |           |       |               | Chuzhou Handball Stadium, Chuzhou Árbitros: Al-Watani, Qamber |

| 26 de setembro de 2019 16:00 | Cazaquistão | 24–22 | Coreia do Norte | Chuzhou Handball Stadium, Chuzhou Árbitros: Cheng, Zhou |
| 26 de setembro de 2019 16:00 | (12–10)     |       |                 | Chuzhou Handball Stadium, Chuzhou Árbitros: Cheng, Zhou |
| 26 de setembro de 2019 16:00 |             |       |                 | Chuzhou Handball Stadium, Chuzhou Árbitros: Cheng, Zhou |

| 26 de setembro de 2019 18:00 | China  | 34–10 | Hong Kong | Chuzhou Handball Stadium, Chuzhou Árbitros: Lee, Lee |
| 26 de setembro de 2019 18:00 | (21–4) |       |           | Chuzhou Handball Stadium, Chuzhou Árbitros: Lee, Lee |
| 26 de setembro de 2019 18:00 |        |       |           | Chuzhou Handball Stadium, Chuzhou Árbitros: Lee, Lee |

| 27 de setembro de 2019 14:00 | Coreia do Norte | 36–16 | Tailândia | Chuzhou Handball Stadium, Chuzhou Árbitros: Lee, Lee |
| 27 de setembro de 2019 14:00 | (18–8)          |       |           | Chuzhou Handball Stadium, Chuzhou Árbitros: Lee, Lee |
| 27 de setembro de 2019 14:00 |                 |       |           | Chuzhou Handball Stadium, Chuzhou Árbitros: Lee, Lee |

| 27 de setembro de 2019 16:00 | Hong Kong | 13–41 | Coreia do Sul | Chuzhou Handball Stadium, Chuzhou Árbitros: Al-Watani, Qamber |
| 27 de setembro de 2019 16:00 | (4–21)    |       |               | Chuzhou Handball Stadium, Chuzhou Árbitros: Al-Watani, Qamber |
| 27 de setembro de 2019 16:00 |           |       |               | Chuzhou Handball Stadium, Chuzhou Árbitros: Al-Watani, Qamber |

| 27 de setembro de 2019 18:00 | Cazaquistão | 19–26 | China | Chuzhou Handball Stadium, Chuzhou Árbitros: Alpaidze, Berezkina |
| 27 de setembro de 2019 18:00 | (10–12)     |       |       | Chuzhou Handball Stadium, Chuzhou Árbitros: Alpaidze, Berezkina |
| 27 de setembro de 2019 18:00 |             |       |       | Chuzhou Handball Stadium, Chuzhou Árbitros: Alpaidze, Berezkina |

| 29 de setembro de 2019 14:00 | Tailândia | 17–35 | Cazaquistão | Chuzhou Handball Stadium, Chuzhou Árbitros: Ota, Shimajiri |
| 29 de setembro de 2019 14:00 | (8–16)    |       |             | Chuzhou Handball Stadium, Chuzhou Árbitros: Ota, Shimajiri |
| 29 de setembro de 2019 14:00 |           |       |             | Chuzhou Handball Stadium, Chuzhou Árbitros: Ota, Shimajiri |

| 29 de setembro de 2019 16:00 | Hong Kong | 14–38 | Coreia do Norte | Chuzhou Handball Stadium, Chuzhou Árbitros: Cheng, Zhou |
| 29 de setembro de 2019 16:00 | (6–19)    |       |                 | Chuzhou Handball Stadium, Chuzhou Árbitros: Cheng, Zhou |
| 29 de setembro de 2019 16:00 |           |       |                 | Chuzhou Handball Stadium, Chuzhou Árbitros: Cheng, Zhou |

| 29 de setembro de 2019 18:00 | China  | 20–32 | Coreia do Sul | Chuzhou Handball Stadium, Chuzhou Árbitros: Alpaidze, Berezkina |
| 29 de setembro de 2019 18:00 | (8–17) |       |               | Chuzhou Handball Stadium, Chuzhou Árbitros: Alpaidze, Berezkina |
| 29 de setembro de 2019 18:00 |        |       |               | Chuzhou Handball Stadium, Chuzhou Árbitros: Alpaidze, Berezkina |

### África
O torneio foi realizado em Dacar, Senegal, de 26 a 29 de setembro de 2019.
| Pos. | Equipe                         | Pts | J | V | E | D | GP | GC | SG  |
| ---- | ------------------------------ | --- | - | - | - | - | -- | -- | --- |
| 1    | Angola                         | 4   | 2 | 2 | 0 | 0 | 51 | 35 | +16 |
| 2    | Senegal                        | 2   | 2 | 1 | 0 | 1 | 43 | 40 | +3  |
| 3    | República Democrática do Congo | 0   | 0 | 0 | 0 | 2 | 39 | 58 | -19 |

Regras = 1) Pontos; 2) Confronto direto; 3) Saldo de gols no confronto direto; 4) Gols marcados no confronto direto; 5) Saldo de gols; 6) Gols marcados; 7) Sorteio.
| 26 de setembro de 2019 18:00 | Angola  | 29–21 | República Democrática do Congo | Dakar Arena, Dacar |
| 26 de setembro de 2019 18:00 | (19–12) |       |                                | Dakar Arena, Dacar |
| 26 de setembro de 2019 18:00 |         |       |                                | Dakar Arena, Dacar |

| 27 de setembro de 2019 18:00 | República Democrática do Congo | 18–29 | Senegal | Dakar Arena, Dacar |
| 27 de setembro de 2019 18:00 | (8–11)                         |       |         | Dakar Arena, Dacar |
| 27 de setembro de 2019 18:00 |                                |       |         | Dakar Arena, Dacar |

| 29 de setembro de 2019 18:00 | Senegal | 14–22 | Angola | Dakar Arena, Dacar |
| 29 de setembro de 2019 18:00 | (6–12)  |       |        | Dakar Arena, Dacar |
| 29 de setembro de 2019 18:00 |         |       |        | Dakar Arena, Dacar |

## Torneios de Qualificação Olímpica

### Torneio de Qualificação Olímpica de 2020 #1
| Pos. | Equipe    | Pts | J | V | E | D | GP | GC | SG  |
| ---- | --------- | --- | - | - | - | - | -- | -- | --- |
| 1    | Espanha   | 3   | 2 | 1 | 1 | 0 | 59 | 44 | +15 |
| 2    | Suécia    | 3   | 2 | 1 | 1 | 0 | 62 | 49 | +13 |
| 3    | Argentina | 0   | 2 | 0 | 0 | 2 | 37 | 65 | -28 |

Regras = 1) Pontos; 2) Confronto direto; 3) Saldo de gols no confronto direto; 4) Gols marcados no confronto direto; 5) Saldo de gols 

### Torneio de Qualificação Olímpica de 2020 #2
| Pos. | Equipe      | Pts | J | V | E | D | GP  | GC  | SG  |
| ---- | ----------- | --- | - | - | - | - | --- | --- | --- |
| 1    | Rússia      | 6   | 3 | 3 | 0 | 0 | 91  | 73  | +18 |
| 2    | Hungria     | 4   | 3 | 2 | 0 | 1 | 100 | 71  | +29 |
| 3    | Sérvia      | 2   | 3 | 1 | 0 | 2 | 89  | 70  | +19 |
| 4    | Cazaquistão | 0   | 3 | 0 | 0 | 3 | 75  | 121 | -46 |

Regras = 1) Pontos; 2) Confronto direto; 3) Saldo de gols no confronto direto; 4) Gols marcados no confronto direto; 5) Saldo de gols; 6) Gols marcados; 7) Sorteio.

### Torneio de Qualificação Olímpica de 2020 #3
| Pos. | Equipe     | Pts | J | V | E | D | GP | GC | SG |
| ---- | ---------- | --- | - | - | - | - | -- | -- | -- |
| 1    | Montenegro | 2   | 2 | 1 | 0 | 1 | 53 | 51 | +2 |
| 2    | Noruega    | 2   | 2 | 1 | 0 | 1 | 52 | 52 | 0  |
| 3    | Romênia    | 2   | 2 | 1 | 0 | 1 | 52 | 54 | -2 |

Regras = 1) Pontos; 2) Confronto direto; 3) Saldo de gols no confronto direto; 4) Gols marcados no confronto direto; 5) Saldo de gols; 6) Gols marcados; 7) Sorteio.